# Sainte-Aurélie
| Sainte-Aurélie                |                        |
|                               |                        |
| Coordenadas: 46°11' N 70°22'W |                        |
| Província                     | Quebec                 |
| Região administrativa         | Chaudière-Appalaches   |
| Incorporado em                | 3 de abril de 1909     |
| Prefeito                      | Mario Pouliot          |
|                               |                        |
| Área                          |                        |
| - Cidade                      | 78,52 km², 30,3 mi²    |
| Fuso horário                  | UTC -5                 |
| População (2006)              |                        |
| - Cidade                      | 952                    |
| - Densidade                   | 12 hab/km², 32 hab/mi² |

Sainte-Aurélie é uma aldeia canadense do conselho municipal regional de Les Etchemins, Quebec, localizada na região administrativa de Chaudière-Appalaches. Em sua área de pouco mais de 78 km², habitam cerca de mil pessoas.